# Henri Jokiharju
Henri Jokiharju (* 17. června 1999 Oulu) je profesionální finský hokejový obránce momentálně hrající v týmu Boston Bruins v severoamerické lize NHL. V roce 2017 byl draftován již v 1. kole jako 29. celkově klubem Chicago Blackhawks.

## Statistiky

### Klubové statistiky
| Sezóna      | Klub                 | Soutěž      |     | Základní část | Základní část | Základní část | Základní část | Základní část |   | Play off | Play off | Play off | Play off | Play off |
| Sezóna      | Klub                 | Soutěž      | Z   | G             | A             | B             | TM            | Z             | G | A        | B        | TM       |          |          |
| 2016/17     | Portland Winterhawks | WHL         | 71  | 9             | 39            | 48            | 38            | 11            | 0 | 3        | 3        | 4        |          |          |
| 2017/18     | Portland Winterhawks | WHL         | 63  | 12            | 59            | 71            | 14            | 12            | 3 | 5        | 8        | 2        |          |          |
| 2018/19     | Chicago Blackhawks   | NHL         | 38  | 0             | 12            | 12            | 16            | —             | — | —        | —        | —        |          |          |
| 2018/19     | Rockford IceHogs     | AHL         | 30  | 2             | 15            | 17            | 14            | —             | — | —        | —        | —        |          |          |
| 2019/20     | Buffalo Sabres       | NHL         | 69  | 4             | 11            | 15            | 32            | —             | — | —        | —        | —        |          |          |
| 2020/21     | Buffalo Sabres       | NHL         | 46  | 3             | 5             | 8             | 4             | —             | — | —        | —        | —        |          |          |
| 2021/22     | Buffalo Sabres       | NHL         | 60  | 3             | 16            | 19            | 20            | —             | — | —        | —        | —        |          |          |
| 2022/23     | Buffalo Sabres       | NHL         | 60  | 3             | 10            | 13            | 30            | —             | — | —        | —        | —        |          |          |
| 2023/24     | Buffalo Sabres       | NHL         | 74  | 3             | 17            | 20            | 24            | —             | — | —        | —        | —        |          |          |
| 2024/25     | Buffalo Sabres       | NHL         | 42  | 3             | 3             | 6             | 12            | —             | — | —        | —        | —        |          |          |
| 2024/25     | Boston Bruins        | NHL         | 18  | 0             | 4             | 4             | 2             | —             | — | —        | —        | —        |          |          |
| NHL celkově | NHL celkově          | NHL celkově | 407 | 19            | 78            | 97            | 140           | —             | — | —        | —        | —        |          |          |

### Reprezentace
| Rok                       | Tým                       | Soutěž                    | Z  | G | A  | B  | TM |
| ------------------------- | ------------------------- | ------------------------- | -- | - | -- | -- | -- |
| 2015                      | Finsko 18                 | HGC                       | 5  | 0 | 2  | 2  | 0  |
| 2016                      | Finsko 18                 | MS18                      | 7  | 0 | 3  | 3  | 10 |
| 2018                      | Finsko 20                 | MSJ                       | 5  | 2 | 2  | 4  | 2  |
| 2019                      | Finsko 20                 | MSJ                       | 7  | 2 | 3  | 5  | 2  |
| 2019                      | Finsko                    | MS                        | 10 | 0 | 3  | 3  | 2  |
| Juniorská kariéra celkově | Juniorská kariéra celkově | Juniorská kariéra celkově | 24 | 4 | 10 | 14 | 14 |
| Seniorská kariéra celkově | Seniorská kariéra celkově | Seniorská kariéra celkově | 10 | 0 | 3  | 3  | 2  |